# キム・ヨンイク
キム・ヨンイク（朝: 김 용익、英: Kim Yong Ik 、1947年5月17日-）は北朝鮮の柔道選手。階級は軽量級。身長170cm。

## 人物
1972年ミュンヘンオリンピック軽量級では、準決勝で日本の川口孝夫に敗れたものの銅メダルを獲得した。

## 主な戦績
- 1972年 - ミュンヘンオリンピック 3位